# Explosión de humo
Una explosión de humo es un fenómeno de rápido desarrollo del incendio que se produce como consecuencia de la acumulación de gases combustibles generados por el incendio en un espacio distinto al que se desarrolla la combustión, y que puede desencadenar una deflagración.

## Desarrollo
En el desarrollo del incendio puede darse la circunstancia de que gases de la pirólisis no combustionados se desplacen a otras estancias o huecos contiguos, a través de espacios ocultos, canalizaciones, falsos techos u otros, quedando confinados. Estos gases, altamente combustibles, equilibran su temperatura con el aire de la estancia, de forma que se facilita su mezcla situándose dentro del rango de inflamabilidad en condiciones de premezcla. Esta mezcla aire/combustible puede permanecer en el recinto incluso finalizada la extinción, y de disponer de una fuente de ignición producirá una deflagración.

## Características
Los principales elementos diferenciadores de la explosión de humo frente a otros fenómenos son:
- Este fenómeno se produce en una estancia o espacio distinto a en el que se desarrolla el incendio.
- La explosión es más violenta que en otros fenómenos, ya que se produce una combustión de la mezcla aire/combustible en condiciones de premezcla, más próxima al punto ideal de combustión.
- Este fenómeno es más peligroso que los que están asociados directamente al desarrollo del incendio, ya que la acumulación de gases se produce en un recinto distinto al del incendio, con lo que puede pasar desapercibido para los equipos de extinción hasta las labores finales de revisión, que es cuando estás son más vulnerables debido al cansancio y una falsa sensación de seguridad.